# Glenda Schroeder
Glenda Schroeder (...) è un'informatica statunitense.

## Biografia
Implementò la prima shell a linea di comando. La creazione del sistema operativo Multics presso il MIT precedette infatti la Shell Unix implementata presso i Bell Labs che è tutt'oggi utilizzata  Schroeder ha pure descritto la prima implementazione delle e-mail negli anni 1964-65 (con Pat Crisman e Louis Pouzin) per un sistema di backup che prevedeva la notifica ai suoi utenti.